# Eric Allan Kramer
Eric Allan Kramer (Grand Rapids, 26 marzo 1962) è un attore statunitense.
È conosciuto per aver interpretato Little John in Robin Hood - Un uomo in calzamaglia, Thor in La rivincita dell'incredibile Hulk e Dave Rogers nella sitcom Casa Hughley. Ha partecipato inoltre alla sitcom Buona fortuna Charlie, nel ruolo di Bob Duncan.

## Filmografia parziale

### Cinema
- Quest for the Mighty Sword, regia di Joe D'Amato (1990)
- Robin Hood - Un uomo in calzamaglia (Robin Hood: Men in Tights), regia di Mel Brooks (1993)
- Una vita al massimo (True Romance), regia di Tony Scott (1993)
- Due teneri angioletti (The Crazysitter), regia di Michael McDonald (1994)
- Pensieri spericolati (High School High), regia di Hart Bochner (1996)
- American Pie - Il matrimonio (American Wedding), regia di Jesse Dylan (2003)
- Grilled, regia di Jason Ensler (2006)
- La musica del cuore (Flying By), regia di Jim Amatulli (2009)
- Mostly Ghostly: Have You Met My Ghoulfriend?, regia di Peter Hewitt (2014)
- L.A. Apocalypse - Apocalisse a Los Angeles (LA Apocalypse), regia di Michael J. Sarna (2015)

### Televisione
- The Gunfighters, regia di Clay Borris – film TV (1987)
- La signora in giallo (Murder, She Wrote) - serie TV, episodio 5x04 (1988)
- La rivincita dell'incredibile Hulk (The Incredible Hulk Returns), regia di Nicholas Corea – film TV (1988)
- Cin cin (Cheers) – serie TV, 1 episodio (1989)
- Doctor Doctor - serie TV, episodio 2x10 (1990)
- Down Home – serie TV, 19 episodi (1990-1991)
- Il cane di papà (Empy Nest) – serie TV, 3 episodi (1991-1994)
- Anything but Love – serie TV, episodio 4x14 (1992)
- Civil Wars - serie TV, 1 episodio (1992)
- Seinfeld - serie TV, episodio 3x23 (1992)
- Wings - serie TV, episodio 3x19 (1992)
- Bob – serie TV, 3 episodi (1993)
- Johnny Bago – serie TV, 1 episodio (1993)
- Blossom – serie TV, episodio 5x08 (1994)
- M.A.N.T.I.S. – serie TV, 1 episodio (1994)
- Renegade – serie TV, episodio 3x08 (1994)
- A Whole New Ballgame – serie TV, 1 episodio (1995)
- Dweebs – serie TV, 1 episodio (1995)
- Ellen - serie TV, episodio 2x17 (1995)
- Hope & Gloria – serie TV, 3 episodi (1995)
- Platypus Man – serie TV, 1 episodio (1995)
- The Home Court - serie TV, 1 episodio (1995)
- Lois & Clark - Le nuove avventure di Superman (Lois & Clark: The New Adventures of Superman) – serie TV, 2 episodi (1996)
- Nash Bridges – serie TV, episodio 2x09 (1996)
- NewsRadio – serie TV, 1 episodio (1996)
- Alright Already - serie TV, 1 episodio (1997)
- Innamorati pazzi (Mad About You) – serie TV, episodio 5x14 (1997)
- JAG - Avvocati in divisa (JAG) – serie TV, episodio 2x11 (1997)
- Malcolm & Eddie - serie TV, 3 episodi (1997)
- Men Behaving Badly - serie TV, 1 episodio (1997)
- Mr. Cooper (Hangin' with Mr. Cooper) - serie TV, episodio 5x07 (1997)
- Rough Riders, regia di John Milius – miniserie TV (1997)
- Arli$$ – serie TV, 1 episodio (1998)
- Casa Hughley (The Hughleys) - serie TV, 89 episodi (1998-2002)
- Dharma & Greg – serie TV, episodio 1x16 (1998)
- Caroline in the City – serie TV, episodio 3x18 (1998)
- Murphy Brown - serie TV, episodio 10x18 (1998)
- Pacific Blue - serie TV, episodio 3x17 (1998)
- Surviving Gilligan's Island, regia di Paul A. Kaufman (2001) – film TV
- Due uomini e mezzo (Two and a Half Men) – serie TV, episodio 1x05 (2003)
- The O.C. – serie TV, episodio 1x09 (2003)
- Oliver Beene - serie TV, 1 episodio (2004)
- Phil dal futuro (Phil of the Future) – serie TV, episodio 1x11 (2004)
- That '70s Show – serie TV, episodio 6x12 (2004)
- Jack & Bobby – serie TV, episodio 1x16 (2005)
- The King of Queens - serie TV, episodio 7x11 (2005)
- Will & Grace – serie TV, episodio 7x19 (2005)
- CSI - Scena del crimine (CSI) – serie TV, 2 episodi (2005-2009)
- Cuts – Serie TV, 1 episodio (2005)
- Detective Monk (Monk) – serie TV, episodio 4x14 (2006)
- How I Met Your Mother – serie TV, episodio 1x21 (2006)
- Rodney - serie TV, 1 episodio (2006)
- Big Shots – serie TV, episodio 1x08 (2007)
- Hollywood Residential  – serie TV, 8 episodi (2008)
- I maghi di Waverly (Wizards of Waverly Place) – serie TV, episodio 1x16 (2008)
- Maneater – serie TV, 2 episodi (2009)
- My Name Is Earl – serie TV, 1 episodio 4x18 (2009)
- Buona fortuna Charlie (Good Luck Charlie) – serie TV, 97 episodi (2010-2014)
- Huge - Amici extralarge (Huge) – serie TV, 2 episodi (2010)
- Full Nelson – serie TV, 7 episodi (2010)
- Buona fortuna Charlie - Road Trip Movie, regia di Arlene Sanford (2011)
- Jessie – serie TV, 2 episodi (2011-2013)
- NCIS - Unità anticrimine (NCIS) – serie TV, episodio 9x06 (2011)
- NCIS: Los Angeles – serie TV, 2 episodi (2013-2014)
- Bones – serie TV, episodio 10x14 (2015)
- I Thunderman (The Thundermans) – serie TV, 2 episodi (2015)
- Mike & Molly – serie TV, 4 episodi (2015-2016)
- Guidance – serie TV, 9 episodi (2016)
- Shooter – serie TV, episodio 1x07 (2016)
- The Librarians – serie TV, episodio 3x03 (2016)
- Lodge 49 – serie TV, 20 episodi (2018-2019)
- Mom - serie TV, episodio 6x06 (2018)
- On Becoming a God (On Becoming a God in Central Florida) – serie TV, 2 episodi (2019)
- 9-1-1 – serie TV, episodio 3x13 (2020)
- Le amiche di mamma (Fuller House) - serie TV, episodio 5x17 (2020)
- Lex & Presley (Side Hustle) – serie TV, 3 episodi (2020-2021)
- Sydney to the Max - serie TV, episodio 2x02 (2020)
- Cambio di direzione (Big Shot) - serie TV, episodio 1x08 (2021)
- Colin in bianco e nero (Colin in Black & White) - serie TV, 1 episodio (2021)
- The Neighborhood – serie TV, episodio 4x19 (2022)
- Station 19 − serie TV, episodio 5x17 (2022)
- The Conners - serie TV, 1 episodio (2022)
- CSI: Vegas – serie TV, episodio 2x15 (2023)
- La vera casa dei Loud (The Really Loud House) – serie TV, episodio 2x15 (2024)

### Videogiochi
- Days Gone (2019)

## Doppiatori italiani
Nelle versioni in italiano delle opere in cui ha recitato, Eric Allan Kramer è stato doppiato da:
- Roberto Draghetti in American Pie - Il matrimonio, Due uomini e mezzo, The O.C.
- Stefano Mondini ne La rivincita dell'incredibile Hulk, NCIS - Unità anticrimine
- Roberto Pedicini ne La signora in giallo
- Claudio Fattoretto in Robin Hood - Un uomo in calzamaglia
- Pierluigi Astore in CSI - Scena del crimine (ep. 5x20)
- Toni Orlandi in CSI - Scena del crimine (ep. 9x19)
- Pietro Ubaldi in How I Met Your Mother
- Roberto Stocchi in Detective Monk
- Massimo De Ambrosis in Buona fortuna Charlie
- Vladimiro Conti in Shooter
- Alessandro Ballico in CSI: Vegas

Da doppiatore è stato sostituito da:
- Marco Balzarotti in Days Gone[1]